# Albunea speciosa
Albunea speciosa är en kräftdjursart som beskrevs av James Dwight Dana 1852. Albunea speciosa ingår i släktet Albunea och familjen Albuneidae. Inga underarter finns listade i Catalogue of Life.